# Furrina
Furrina var en romersk gudinna.
Hon ska ha varit källornas gudinna, men hennes betydelse var diffus under de sena republiken. 
Hon tillhörde de viktigaste gudarna i det antika Roms äldsta historia, eftersom hon hade en egen statlig präst eller flamen: Flamen Furrinalis. 